# Central hidroeléctrica Angostura
La central hidroeléctrica Angostura es una planta transformadora de energía hidráulica en eléctrica ubicada en la cuenca del río Biobío entre Santa Bárbara y Quilaco en la Región del Biobío inaugurada en 2014 con una potencia de 323,8 MW generados con 3 turbinas Francis.
La central utiliza la energía de las aguas del río Biobío y del río Huequecura.